# Língua vepes
A  língua vepes (também chamada vepesiana, na língua nativa vepsän kel’), falada pelos vepes (ou vepesianos), é uma língua do ramo fino-bático das línguas urálicas. O vepesiano é próximo da língua finlandesa e do carélio. Conforme o governo da antiga União Soviética, cerca de 12.500 pessoas se identificavam como vepes ao final de 1989.

## Dialetos
Conforme a localização dos falantes, a língua vepes pode ser considerada como dividida em três dialetos:
- Vepesiano setentrional - do Lago Onega ao sul de Petrozavodsk, ao norte do rio Svir, incluindo o antigo Volost dos Vepes. Seus falantes chamam a si próprios de lüdi (lüdikad) ou lüdilaižed;
- vepesiano central - na região de São Petersburgo e no Oblast de Vologda;
- vepesiano meridional  - na região de São Petersburgo.

## Fonologia

### Consoantes
O vepes possui um grande número de consoantes, sobretudo com ponto de articulação dental/alveolar. A maior parte das consoantes também se distingue fonologicamente pelo traço de palatalização.
|              |              | Labiais | Labiais | Dentais/ Alveolares | Dentais/ Alveolares | Pós-alveolares/ Palatais | Velares | Velares | Glotais | Glotais |
| plain        | palat.       | plain   | palat.  | plain               | palat.              | Pós-alveolares/ Palatais | plain   | palat.  |         |         |
| ------------ | ------------ | ------- | ------- | ------------------- | ------------------- | ------------------------ | ------- | ------- | ------- | ------- |
| Nasais       | Nasais       | m       | mʲ      | n                   | nʲ                  |                          |         |         |         |         |
| Oclusivas    | desvozeadas  | p       | pʲ      | t                   | tʲ                  |                          | k       | kʲ      |         |         |
| Oclusivas    | vozeadas     | b       |         | d                   | dʲ                  |                          | ɡ       | ɡʲ      |         |         |
| Africada     | desvozeadas  |         |         | ts                  |                     | tʃ                       |         |         |         |         |
| Africada     | vozeadas     |         |         |                     |                     | dʒ                       |         |         |         |         |
| Fricativas   | desvozeadas  | f       |         | s                   | sʲ                  | ʃ                        |         |         |         |         |
| Fricativas   | vozeadas     | v       | vʲ      | z                   | zʲ                  | ʒ                        |         |         | h       | hʲ      |
| Aproximantes | Aproximantes |         |         | l                   | lʲ                  | j                        |         |         |         |         |
| Trill        | Trill        |         |         | r                   | rʲ                  |                          |         |         |         |         |

## Gramática
O vepesiano é uma língua aglutinante com extensa flexão nominal e verbal. A ordem básica dos constituintes é sujeito-verbo-objeto (SVO).

### Substantivos
Como as demais línguas urálicas, o vepesiano não tem gênero gramatical. Os substantivos e adjetivos são flexionados por número e caso gramatical, contudo. São 23 os casos gramaticais do vepes, algo bem característico das línguas fino-úgricas. 
A maioria dos casos consiste em especializações de casos locativos, os quais, em português e outras línguas indo-europeias, são comumente expressos por meio de preposições. Entretanto, diferente das línguas indo-europeias que têm caso tal qual o latim ou o russo, a flexão de caso em vepes é invariável por classe gramatical e se dá independentemente da flexão de número. Isto é, os mesmos morfemas de caso são adicionados a substantivos e adjetivos, tanto no singular como no plural.
| Caso              | Singular     | Plural                | Tradução do caso                |
| ----------------- | ------------ | --------------------- | ------------------------------- |
| Nominativo        | jono         | jonod                 | fila(s)                         |
| Genitivo          | jonon        | jonoid'en ou jonoiden | da(s) fila(s)                   |
| Acusativo         | jonon / jono | jonod                 | objeto direto                   |
| Partitivo         | jonod        | jonoid                | parte da(s) fila(s)             |
| Translativo       | jonoks       | jonoikš               | através da(s) fila(s)           |
| Abessivo          | jonota       | jonoita               | sem fila(s)                     |
| Comitativo        | jononke      | jonoidenke            | com fila(s)                     |
| Inessivo          | jonos        | jonoiš                | na(s) fila(s)                   |
| Elativo           | jonospäi     | jonoišpäi             | desde a(s) fila(s)              |
| Ilativo           | jonho        | jonoihe               | para a(s) / à(s) fila(s)        |
| Adessivo          | jonol        | jonoil                | sobre a(s) fila(s)/ na(s) filas |
| Ablativo          | jonlpäi      | jonoilpäi             | desde sobre a(s) fila(s)        |
| Alativo           | jonle        | jonoile               | para sobre a(s) fila(s)         |
| Essivo-Instrutivo | jonon        | jonoin                | como uma(s) fila(s)             |
| Prolativo         | jondme       | jonoidme              | ao longo da(s) fila(s)          |
| Aproximativo I    | jonnono      | jonoidenno            |                                 |
| Aproximativo II   | jononnoks    | jonoidennoks          |                                 |
| Egressivo         | jononnopäi   | jonoidennopäi         |                                 |
| Terminativo I     | jonohosai    | jonohoisai            | até a(s) fila(s)                |
| Terminativo II    | jonolesai    | jonoilesai            |                                 |
| Terminativo III   | jonossai     | -                     |                                 |
| Aditivo I         | jonohopäi    | jonoihopäi            |                                 |
| Aditivo II        | jonolepäi    | jonoilepäi            |                                 |

#### Pronomes pessoais
Os pronomes pessoais vepesianos distinguem três pessoas e dois números, além dos casos gramaticais. A tabela abaixo indica os pronomes no caso nominativo.

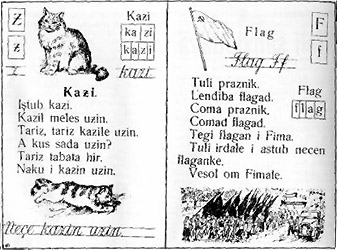
Livro texto soviético para falantes nativos de Vepes, anos 30

| Vepes (nominativo) | Português |
| ------------------ | --------- |
| minä               | eu        |
| sinä               | tu        |
| hän                | ele/ela   |
| mö                 | nós       |
| tö                 | vós       |
| hö                 | eles/elas |

## Números
| Numeração | Vepes            |
| --------- | ---------------- |
| 1         | üks'             |
| 2         | kaks'            |
| 3         | koume            |
| 4         | nell'            |
| 5         | viž              |
| 6         | kuz'             |
| 7         | seičeme          |
| 8         | kahesa           |
| 9         | ühesa            |
| 10        | kümne            |
| 11        | üks'toštkümne    |
| 12        | kaks'toštkümne   |
| 20        | kaks'kümne       |
| 34        | koumekümne nell' |
| 100       | sada             |
| 1000      | tuha             |

## Ortografia
A atual ortografia vepesiana tem como base o alfabeto latino. Consiste num total de 29 caracteres, 23 dos quais são convencionais do alfabeto latino, cinco são acompanhados de diacríticos próprios e há ainda o apóstrofo que indica palatização do som precedente.
| Maiúsculas (ou Caixa alta)  | Maiúsculas (ou Caixa alta) | Maiúsculas (ou Caixa alta) | Maiúsculas (ou Caixa alta) | Maiúsculas (ou Caixa alta) | Maiúsculas (ou Caixa alta) | Maiúsculas (ou Caixa alta) | Maiúsculas (ou Caixa alta) | Maiúsculas (ou Caixa alta) | Maiúsculas (ou Caixa alta) | Maiúsculas (ou Caixa alta) | Maiúsculas (ou Caixa alta) | Maiúsculas (ou Caixa alta) | Maiúsculas (ou Caixa alta) | Maiúsculas (ou Caixa alta) | Maiúsculas (ou Caixa alta) | Maiúsculas (ou Caixa alta) | Maiúsculas (ou Caixa alta) | Maiúsculas (ou Caixa alta) | Maiúsculas (ou Caixa alta) | Maiúsculas (ou Caixa alta) | Maiúsculas (ou Caixa alta) | Maiúsculas (ou Caixa alta) | Maiúsculas (ou Caixa alta) | Maiúsculas (ou Caixa alta) | Maiúsculas (ou Caixa alta) | Maiúsculas (ou Caixa alta) | Maiúsculas (ou Caixa alta) | Maiúsculas (ou Caixa alta) |
| --------------------------- | -------------------------- | -------------------------- | -------------------------- | -------------------------- | -------------------------- | -------------------------- | -------------------------- | -------------------------- | -------------------------- | -------------------------- | -------------------------- | -------------------------- | -------------------------- | -------------------------- | -------------------------- | -------------------------- | -------------------------- | -------------------------- | -------------------------- | -------------------------- | -------------------------- | -------------------------- | -------------------------- | -------------------------- | -------------------------- | -------------------------- | -------------------------- | -------------------------- |
| A                           | B                          | C                          | Č                          | D                          | E                          | F                          | G                          | H                          | I                          | J                          | K                          | L                          | M                          | N                          | O                          | P                          | R                          | S                          | Š                          | Z                          | Ž                          | T                          | U                          | V                          | Ü                          | Ä                          | Ö                          | '                          |
| Minúsculas (ou Caixa baixa) |                            |                            |                            |                            |                            |                            |                            |                            |                            |                            |                            |                            |                            |                            |                            |                            |                            |                            |                            |                            |                            |                            |                            |                            |                            |                            |                            |                            |
| a                           | b                          | c                          | č                          | d                          | e                          | f                          | g                          | h                          | i                          | j                          | k                          | l                          | m                          | n                          | o                          | p                          | r                          | s                          | š                          | z                          | ž                          | t                          | u                          | v                          | ü                          | ä                          | ö                          | '                          |

## Amostra de texto

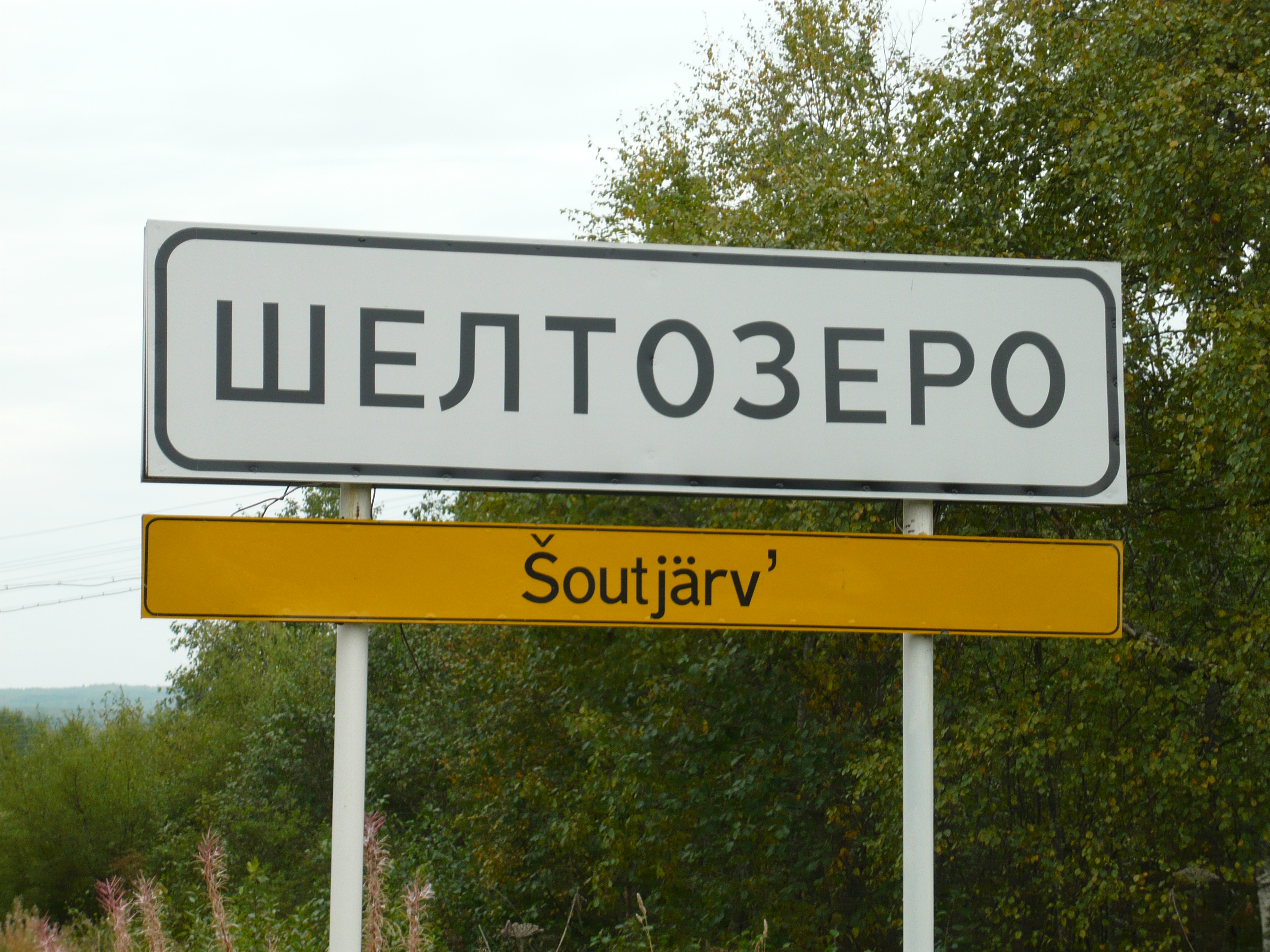
Sinal rodoviário em Sholtozero – em russo e em vepes.

Artigo 1 da Declaração Universal dos Direitos Humanos:
Vepes: Kaik mehed sünduba joudajin i kohtaižin, ühtejiččin ičeze arvokahudes i oiktusiš. Heile om anttud mel’ i huiktusentund i heile tariž kožuda toine toiženke kut vel’l’kundad.
Português: Todos seres humanos nascem livres e iguais em dignidade e direitos. Eles são providos de razão e consciência e devem agir uns em relação aos outros num espírito de fraternidade.